# 内野村 (福岡県早良郡)
内野村（うちのむら）は、福岡県早良郡にあった村。1955年に脇山村・入部村と新設合併し早良村（のち早良町）となったのち、1975年に福岡市へ編入された。現在は早良区の一部となっている。

## 地理
- 山：金山、西山
- 峠：三瀬峠、糸島峠、飯場峠、小爪峠
- 河川：室見川、八丁川、滝川、坊主川、山田川、椎原川
- 渓谷：野河内渓谷、金山渓谷

## 沿革
- 1889年（明治22年）4月1日 - 町村制施行に伴い早良郡石釜村・西村・曲淵村・内野村、怡土郡飯場村が合併して早良郡内野村が成立。
- 1923年（大正12年）3月1日 - 曲渕ダムが竣工。
- 1955年（昭和30年）1月1日 - 脇山村、入部村と新設合併し早良村となる[2]。同日内野村廃止。
- 1956年（昭和31年）8月1日 - 早良村が町制施行、早良町が発足[2]。
- 1975年（昭和50年）3月1日 - 早良町が福岡市に編入され[1]廃止。同時に旧村域が西区の一部となる。
- 1982年（昭和57年）5月10日 - 西区の3分割に伴い、旧村域は早良区の一部となる。

## 名所・旧跡・観光スポット
- 野河内渓谷
- 曲渕ダム
- 曲淵城跡
- 花乱の滝
- 坊主ケ滝
- 西光寺
- 志々岐神社

## 祭事・催事
- 石釜のトビトビ

## 内野村を舞台とした作品
- 米倉斉加年『おとなになれなかった弟たちに…』 - 主人公一家が村内の石釜地区に疎開する。